# Rausimond
Rausimond ( ? - 324) was een hoofdeling (hertog) van een aantal Visigotische stammen.

## Geschiedenis
Onder zijn leiding vielen de Visigoten in 322-323 de Balkan binnen, waarbij zij merkwaardigerwijs door de grensbevolking werden ondersteund. De Romeinse keizer Constantijn die in een burgeroorlog gewikkeld was met mede-keizer Licinius, trok vanuit Saloniki door heel Thracië op tegen deze Visigoten en dreef hen in Walachije samen, waar Rausimond en de meeste van zijn soldaten sneuvelden. De overlevenden, die waarschijnlijk voornamelijk in de uit vrouwen en kinderen bestaande legertros waren te vinden, werden gevangengenomen en over verschillende garnizoenen verdeeld.

## Bron
- Jordanes, Gotische geschiedschrijver

Alarik I ·
Athaulf ·
Sigerik ·
Wallia ·
Theoderik I ·
Thorismund ·
Theoderik II ·
Eurik ·
Alarik II ·
Gesalic ·
Amalarik ·
Theudis ·
Theudigisel ·
Agila I ·
Athanagild ·
Liuva I ·
Leovigild ·
Reccared I ·
Liuva II ·
Witterik ·
Gundemar ·
Sisebut ·
Reccared II ·
Suintila ·
Sisenand ·
Chintila ·
Tulga ·
Chindaswinth ·
Recceswinth ·
Wamba ·
Erwig ·
Ergica ·
Wittiza ·
Roderik ·
Achila II ·
Ardon